# Shiva Thapa
Pour les articles homonymes, voir Thapa (homonymie).
Shiva Thapa est un boxeur indien né le 8 décembre 1993.

## Carrière
Sa carrière amateur est marquée par une médaille d'argent aux Jeux olympiques de la jeunesse d'été de Singapour en 2010 dans la catégorie poids coqs.

## Palmarès

### Jeux olympiques
- Médaille d'argent en -54 kg aux Jeux olympiques de la jeunesse d'été, en 2010, à Singapour ;
- Qualifié pour les Jeux olympiques de 2012 à Londres (Angleterre) ;
- Qualifié pour les Jeux olympiques de 2016 à Rio de Janeiro (Brésil).

### Championnats d'Asie
- Médaille de bronze en -60 kg en 2019 à Bangkok, Thaïlande

## Référence
1. ↑  (en) Présentation de Shiva Thapa sur le site de l'AIBA